# Parlement van Algerije
Het Parlement van Algerije (Arabisch: الـبرلـمـان الـجزائـري,  Barlaman al-Jazā'ir; Berbers: Agraw Azzayri; Frans: Parlement algérien) bestaat uit twee Kamers:
- de Nationale Volksvergadering - lagerhuis, 462 leden;
- de Raad van de Natie - hogerhuis, 144 leden.

## Ambtsbekleders
|                                              |                 |            |
| FUNCTIE                                      | NAAM            | TERMIJN    |
|                                              |                 |            |
| Voorzitter van de Nationale Volksvergadering | Slimane Chenine | 2019–heden |
| Voorzitter van de Raad van de Natie          | Salah Goudjil   | 2019–heden |